# 地盤工学会
公益社団法人地盤工学会（じばんこうがっかい、英文：Japanese Geotechnical Society、略称：JGS）は、地盤に関する技術の進歩や技術者の資質の向上等を図ることを目的として1949年に設立された日本の学会。日本学術会議協力学術研究団体。

## 概要
会員数は7,500名程度。会員の所属は研究教育機関、総合建設業をはじめとし、電力会社、鉄道会社、学生などである。
北海道、東北、関東、北陸、中部、関西、中国、四国、九州の9支部がある。
地盤工学に関する室内試験、地盤調査、地盤設計及び施工に関する基準類を作成し、実務に利用されている。

## 主な活動・情報発信

### 学会誌
『地盤工学会誌』
1953年5月に創刊。2008年4月号より『土と基礎』から名称変更。
冊子版は2020年3月で刊行終了（電子版に移行）

### 論文集・作品集
『地盤工学ジャーナル』
2006年3月創刊の和文ジャーナル。
『Soils and Foundations』
1960年4月創刊の英文ジャーナル。
2020年のVolume 60から冊子版を刊行せず、オープンアクセスになった。

### 年次大会
『地盤工学研究発表会』
地盤工学会の年次大会。1966年以降、毎年7月から9月頃に開催される。

## 沿革

### 年表
- 1949年（昭和24年）10月1日 - 日本土質基礎工学委員会が発足[2]。
- 1954年（昭和29年） - 土質工学会を設立[2]。
- 1958年（昭和33年） - 社団法人として認可[2]。
- 1995年（平成7年） - 地盤工学会に名称変更[2]。
- 2010年（平成22年） - 公益社団法人化[2]。

## 歴代会長
1. 岩沢忠恭（建設省） 1949～1951
2. 当山道三（日本大学）1952～1954
3. 藤井松太郎（日本国有鉄道）1955
4. 武藤清（東京大学）1956
5. 当山道三（日本大学）1957～1958
6. 富樫凱一（建設省）1959〜1960
7. 久良知丑二郎（清水建設）1961〜1962
8. 最上武雄（東京大学）1963〜1965
9. 星埜和（東京大学）1966〜1967
10. 内藤利貞（東京教育大学）1968〜1969
11. 谷藤正三（セントラルコンサルタント）1970〜1971
12. 福田秀夫（鹿島建設）1972〜1973
13. 後藤正司（早稲田大学）1974〜1975
14. 福岡正巳（東京大学）1976〜1977
15. 加藤渉（日本大学）1978〜1979
16. 三木五三郎（東京大学）1980〜1981
17. 岸上定男（筑波大学）1982〜1983
18. 藤田圭一（間組）1984〜1985
19. 久野悟郎（中央大学）1986〜1987
20. 古藤田喜久雄（早稲田大学）1988〜1989
21. 中瀬明男（日建設計）1990〜1991
22. 赤井浩一（大阪土質試験所）1992〜1993
23. 吉見吉昭（清水建設）1994〜1995
24. 石原研而（東京理科大学）1996〜1997
25. 木村孟（学位授与機構）1998〜1999
26. 岸田英明（東京理科大学）2000～2001
27. 足立紀尚(地域地盤環境研究所）2002～2003
28. 太田秀樹（東京工業大学）2004～2005
29. 龍岡文夫（東京理科大学）2006～2007
30. 浅岡顕（名古屋大学）2008～2009
31. 日下部治（東京工業大学）2010～2011
32. 末岡徹（大成建設）2012～2013
33. 東畑郁生（東京大学）2014～2015
34. 村上章（京都大学）2016～2017
35. 大谷順（熊本大学）2018～2019
36. 三村衛（京都大学）2020～2021
37. 古関潤一（東京大学）2022～2023
38. 渦岡良介（京都大学）2024～2025